# Jesús Posso
Jesús Francisco Posso Manrique (San Antero, 10 de febrero de 1995) es un beisbolista colombiano que juega como receptor en Toros de Sincelejo en la Liga Colombiana de Béisbol Profesional, estuvo en las Ligas Menores con la organización Philadelphia Phillies entre 2013 y 2015.

## Carrera en Ligas Menores
El 1 de junio de 2013 debutó con DSL Phillies en la Dominican Summer League anotando 17 carreras, 35 hits, 9 dobles, 2 jonrones, 17 carreras impulsadas y 2 bases robadad, pasando en 2014 al Clearwater Threshers y posteriormente al GCL Phillies acumulando 13 carreras, 25 hits, 7 dobles, 2 jonrones y 24 carreras impulsadas. El 19 de junio de 2015 inició temporada con Williamsport Crosscutters de Clase A Media donde anotó 18 carreras, 38 hits, 9 dobles, 6 jonrones y 21 carreras impulsadas, en 2016 realizó su mejor temporada en Ligas Menores con Laredo Lemurs en la American Associaton de Clase Independiente con un promedio de bateo de 282 AVG, anotando 27 carreras, 77 hits, 17 dobles, 9 jonrones y 46 carreras impulsadas.

## Copa Mundial Sub-23
En 2018 disputó los seis juegos con la Selección de béisbol de Colombia, anotó 2 carreras, 4 hits e impulso 4 carreras.

## Estadísticas de bateo en Colombia
| Año     | Equipo                   | Liga | VB  | C  | Hits | HR | CI | BA   | BR |
| ------- | ------------------------ | ---- | --- | -- | ---- | -- | -- | ---- | -- |
| 2014-15 | Leones de Montería       | LCBP | 61  | 8  | 9    | 0  | 0  | .147 | 0  |
| 2015-16 | Caimanes de Barranquilla | LCBP | 55  | 4  | 18   | 1  | 13 | .327 | 0  |
| 2016-17 | Caimanes de Barranquilla | LCBP | 127 | 2  | 37   | 2  | 20 | .291 | 1  |
| TOTAL   |                          |      | 243 | 14 | 64   | 3  | 33 | .263 | 1  |

## Logros
- Liga Colombiana de Béisbol Profesional:
  - Campeón 2014-15 con Leones de Montería
  - Campeón 2015-16 con Caimanes de Barranquilla

- Juegos Centroamericanos y del Caribe: 
  -  Medalla de bronce: 2018.